# Henry Bradley
Henry Bradley (født 3. december 1845, død 23. maj 1923 i Oxford) var en engelsk leksikograf og sprogforsker. 
I 1889 indtrådte Bradley som medredaktør af det store værk Oxford English Dictionary, som James Murray havde været eneredaktør af siden 1884. Efter Murrays død i 1915 blev Bradley førsteredaktør af værket. Som medredaktør havde han fra 1906 W.A. Craigie og fra 1918 C.T. Onions. Da Bradley døde i 1923, var det store værk ført helt op til slutningen af U. 